# Partenia
Partenia – imię żeńskie, żeński odpowiednik imienia Parteniusz, pochodzącego od gr. przymiotnika parthénios, co oznacza "panieński, dziewiczy, czysty, niewinny". 
Partenia imieniny obchodzi 7 lutego, jako wspomnienie św. Parteniusza z Lampsaku.